# Kościół Hallgrímura
Kościół Hallgrímura (isl. Hallgrímskirkja) – kościół w Reykjavíku, stolicy Islandii. Ma 74,5 m wysokości i jest drugim, po Smáratorg 3, pod względem wysokości budynkiem Islandii. Kościół nosi imię islandzkiego poety i duchownego luterańskiego Hallgrímura Péturssona.
Projekt kościoła autorstwa architekta Guðjóna Samúelssona został zatwierdzony w 1937 roku. Budowa kościoła trwała w latach 1945–1986. Znajduje się w centrum Reykjavíku, jest widoczny z całego miasta oraz stanowi dobry punkt orientacyjny dla turystów. Na wieży kościoła funkcjonuje punkt widokowy, z którego roztacza się widok na Reykjavík i otaczające go góry.
Przed kościołem znajduje się pomnik Leifa Erikssona. Został on podarowany w 1930 przez Stany Zjednoczone z okazji 1000-lecia Althingu – islandzkiego parlamentu.

## Galeria

Kościół Hallgrímura
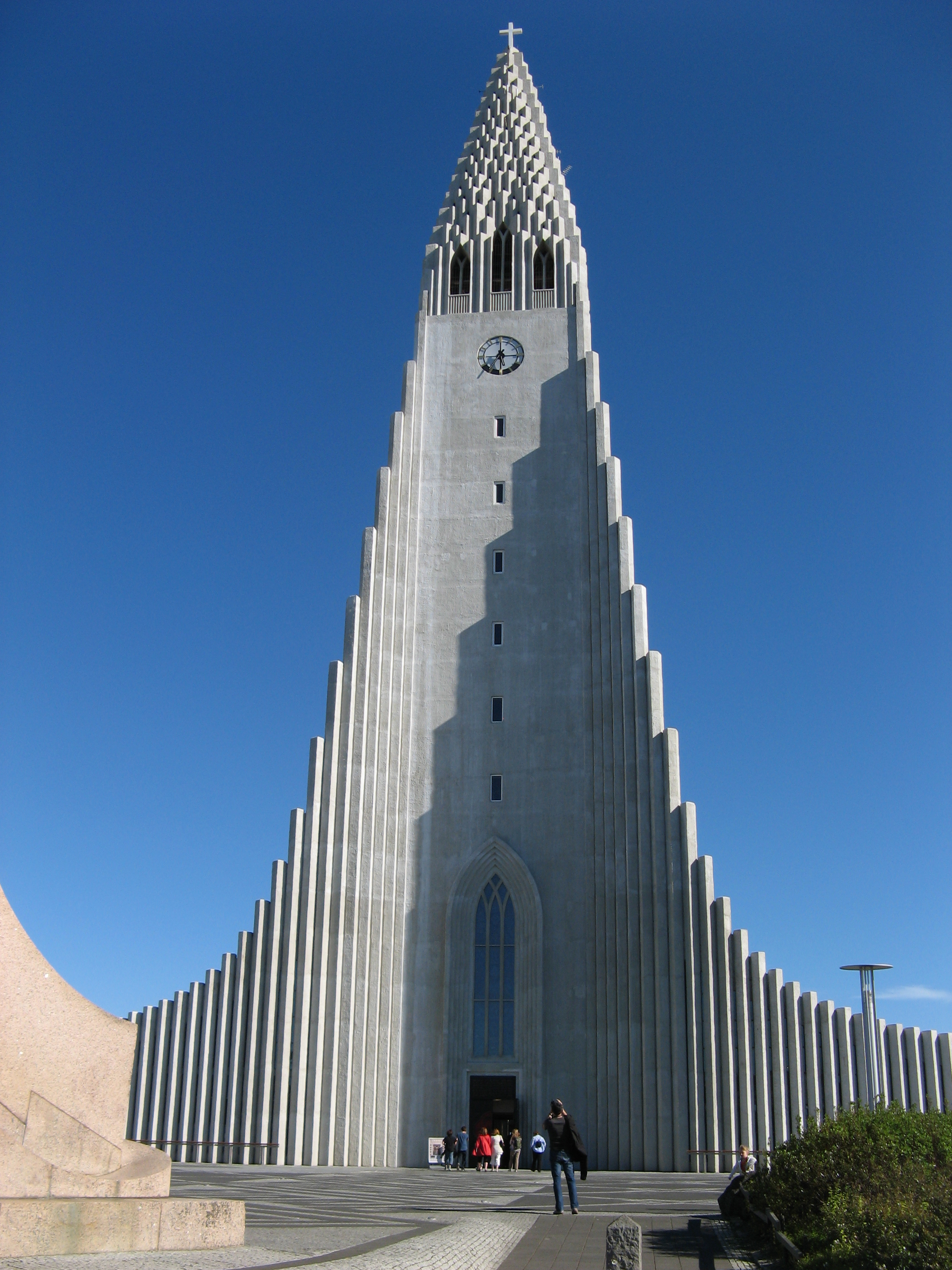
Fasada kościoła
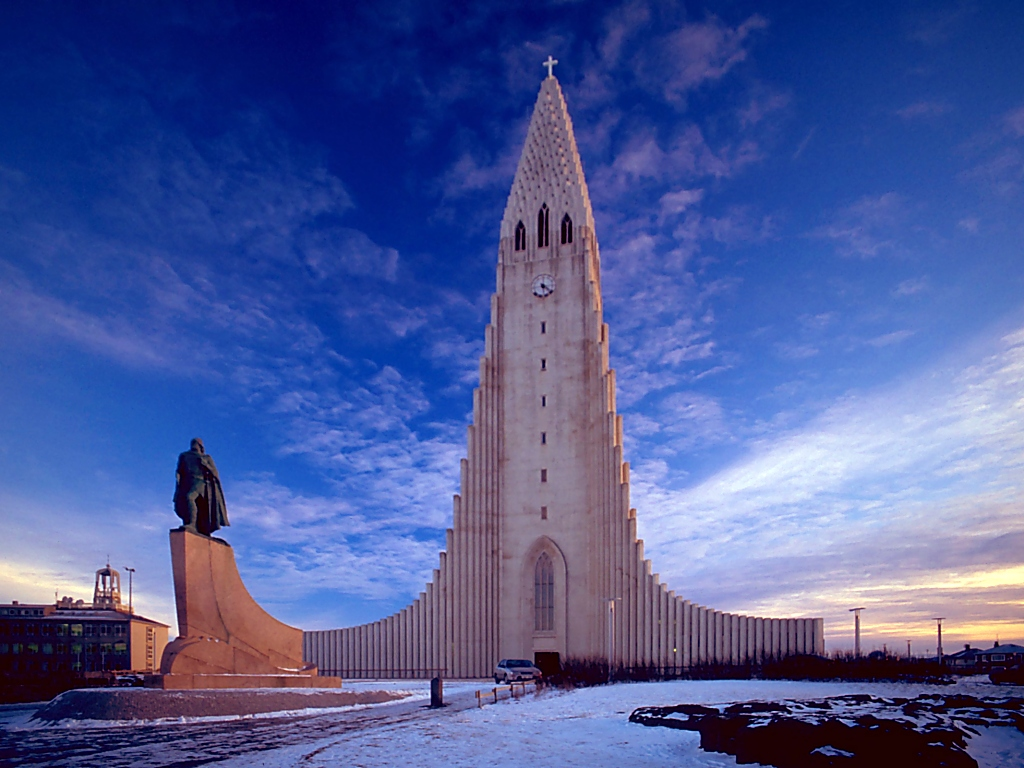
Fasada kościoła i pomnik Leifa Erikssona
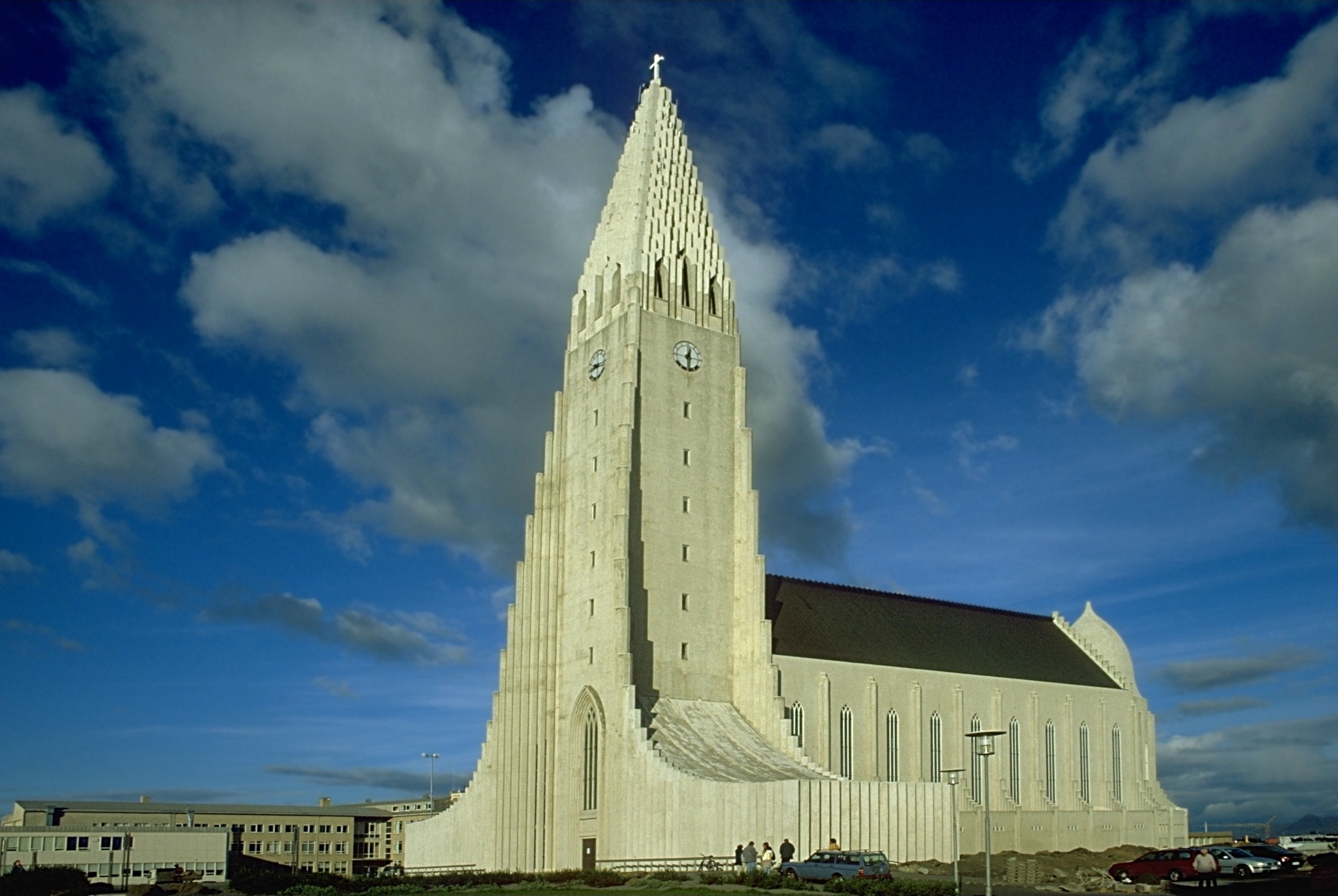
Widok z boku
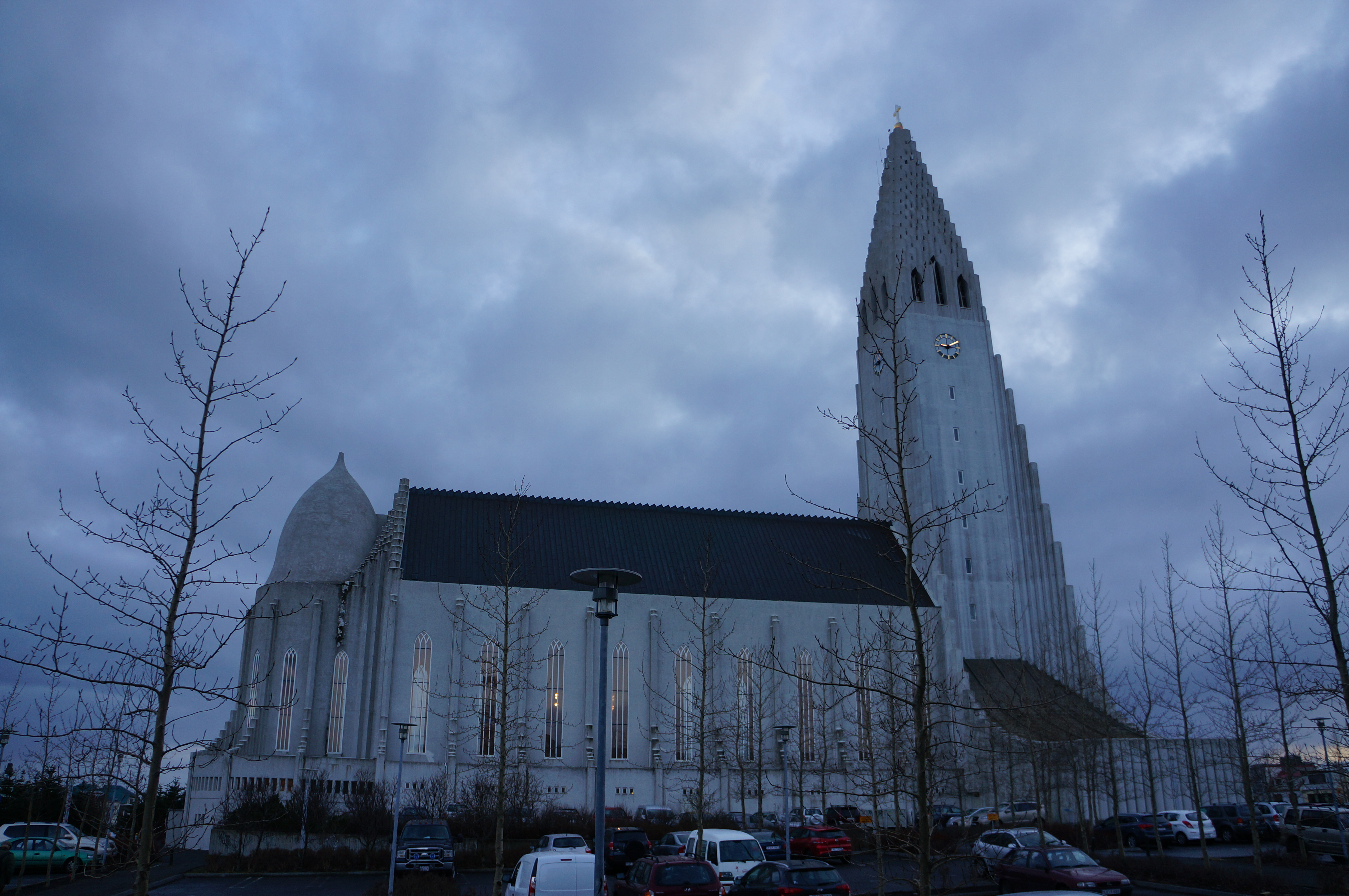
Widok z boku
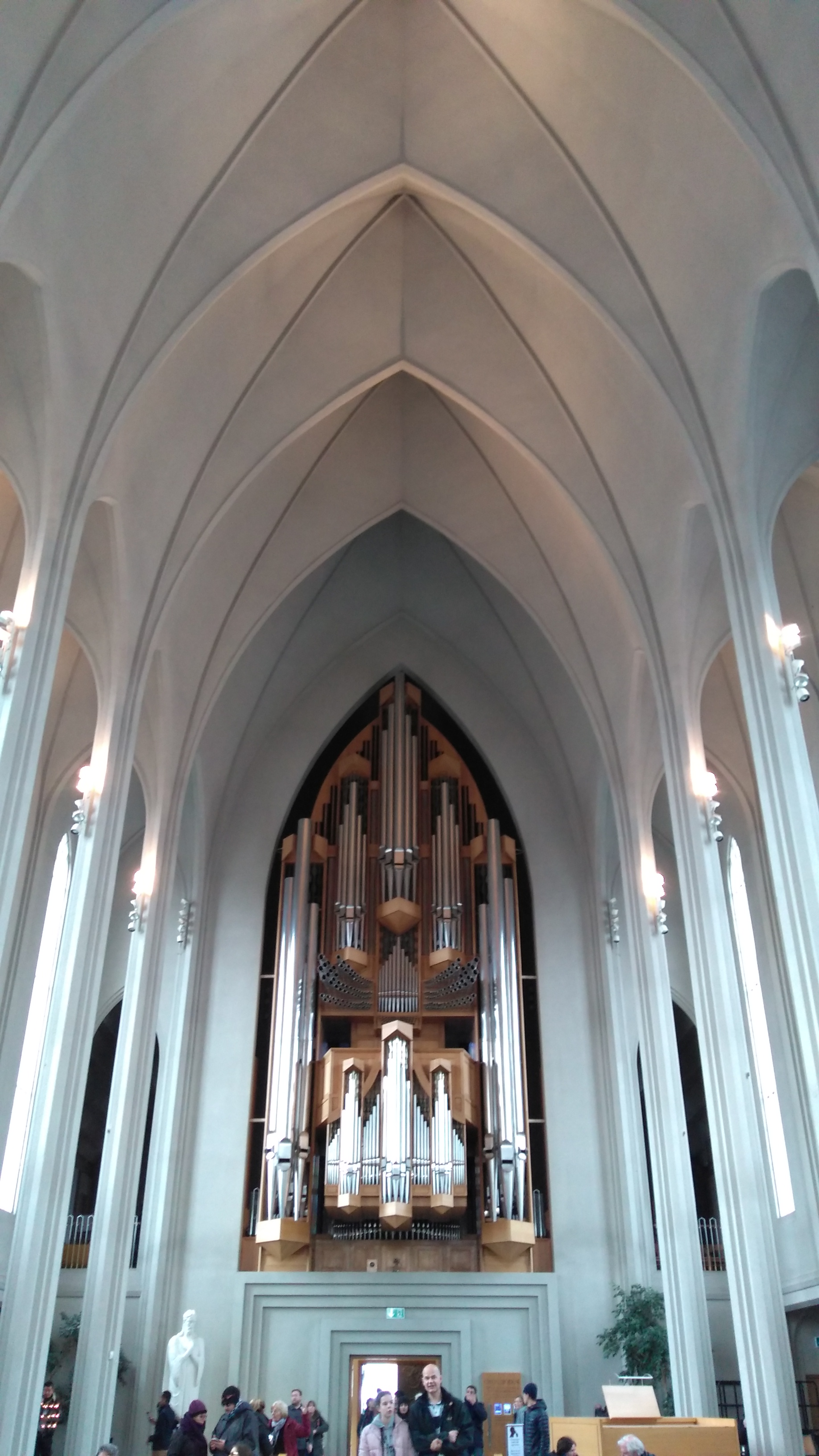
Kościelne organy
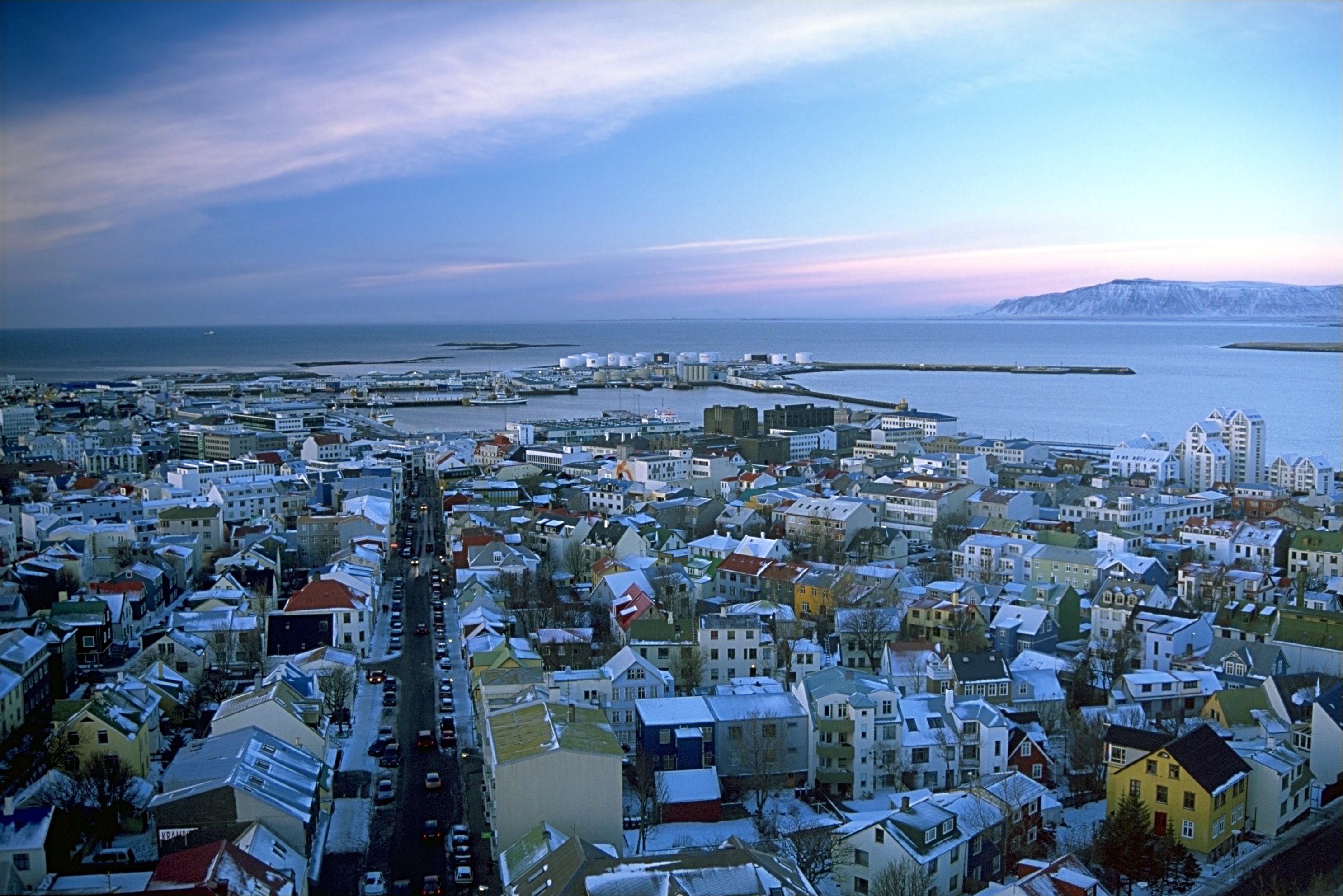
Widok Reykjavíku z wieży kościoła
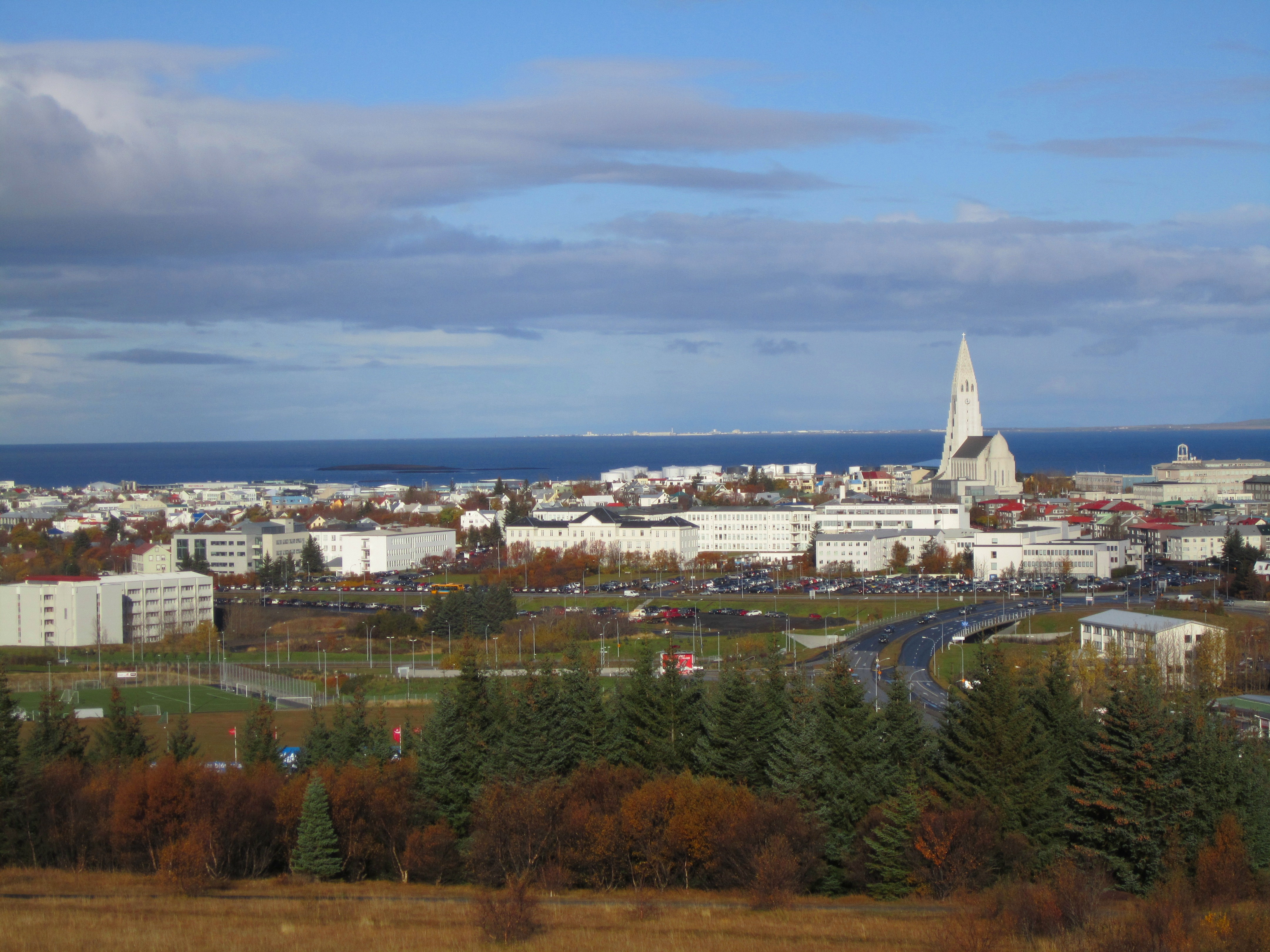
Panorama Reykjavíku. W głębi, po prawej widoczna bryła Hallgrímskirkja.
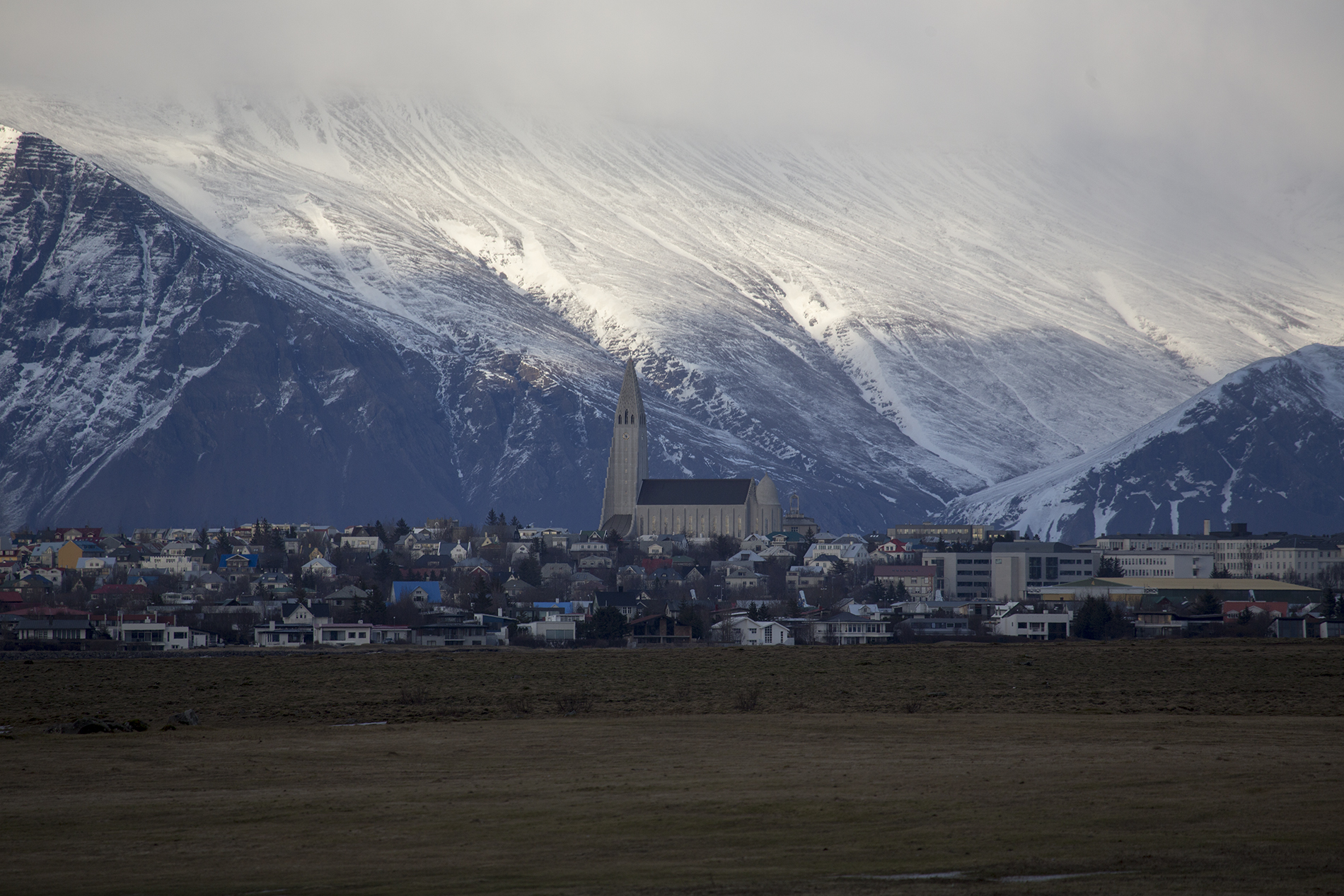
Charakterystyczna bryła kościoła Hallgrímura na tle masywu Esja